# Ceratophyllus olsufjevi
Ceratophyllus olsufjevi är en loppart som beskrevs av Scalon et Violovich 1961. Ceratophyllus olsufjevi ingår i släktet Ceratophyllus och familjen fågelloppor. Inga underarter finns listade i Catalogue of Life.